# آدی آسیا کتز
آدی آسیا کتز (عبری: עדי כץ‎؛ زادهٔ ۳۱ مارس ۲۰۰۴) ژیمناست ریتمیک اهل اسرائیل است که دارنده مدال برنز ۲۰۲۲ اروپا در رشته ریبون و دارنده مدال برنز تیمی است.